# 德意志劇院 (柏林)

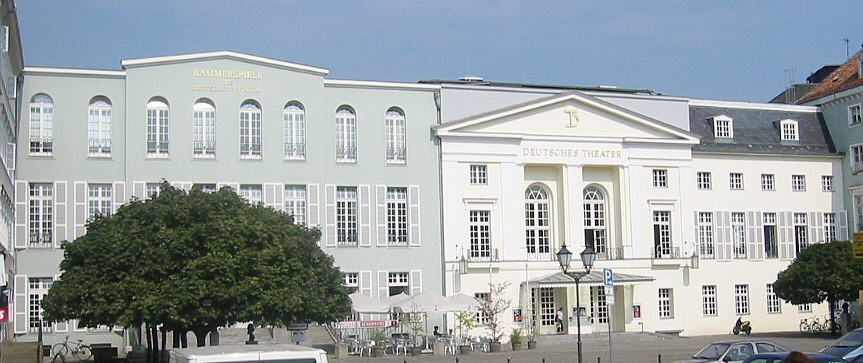
右側建築是德意志劇院

德意志劇院（Deutsches Theater）是位於德國柏林的劇院之一，也是柏林最為知名的劇院之一。德意志劇院創建於1850年，地址位於舒曼街。

## 外部連結
- Deutsches Theater site  （页面存档备份，存于）

52°31′28″N 13°22′56″E / 52.52444°N 13.38222°E